# Кара-Суу (Чуйская область)
Кара-Суу — село в Жайылском районе Чуйской области Кыргызстана. Входит в состав Кара-Сууского аильного округа. Код СОАТЕ — 41708 209 812 02 0.

## Население
| год     | 2009 | 2014 | 2015 |
| ------- | ---- | ---- | ---- |
| человек | 534  | 702  | 673  |